# Võ Trọng Thanh
Võ Trọng Thanh là Thiếu tướng Công an nhân dân Việt Nam đã nghỉ hưu. Ông nguyên là Giám đốc Công an tỉnh Nghệ An.

## Tiểu sử
Tháng 9 năm 2005, Võ Trọng Thanh là Đại tá, Phó Giám đốc Công an tỉnh Nghệ An.
Từ tháng 6 năm 2006, Võ Trọng Thanh là Đại tá, Giám đốc Công an tỉnh Nghệ An.
Ngày 25 tháng 4 năm 2007, Thủ tướng Chính phủ Việt Nam Nguyễn Tấn Dũng đã quyết định thăng cấp bậc hàm từ Đại tá lên Thiếu tướng Công an nhân dân Việt Nam cho ông Võ Trọng Thanh, Giám đốc Công an tỉnh Nghệ An.
Tháng 12 năm 2010, Võ Trọng Thanh nghỉ hưu, thay thế ông giữ chức Giám đốc Công an tỉnh Nghệ An là Đại tá, Phó Giám đốc Công an tỉnh Nghệ An, ông Nguyễn Xuân Lâm.